# Vaskularna bolest
Vaskularna bolest je klasa bolesti sudova cirkulatornog sistema u telu, uključujući krvne sudove – arterije i vene, i limfne sudove. Vaskularne bolesti su podgrupa kardiovaskularnih bolesti. Poremećaji u ovoj ogromnoj mreži krvnih i limfnih sudova mogu izazvati niz zdravstvenih problema koji ponekad mogu postati ozbiljni i fatalni. Na primer, koronarna bolest srca je vodeći uzrok smrti muškaraca i žena u Sjedinjenim Državama.

## Tipovi
Postoji nekoliko tipova vaskularnih bolesti, uključujući bolesti vena i arterijske bolesti, a znaci i simptomi variraju u zavisnosti od bolesti. Oni arterijskog sistema su povezani sa dovodom krvi u tkiva i njegovom opstrukcijom usled blokada ili sužavanja. Poremećaji u venskom sistemu su često uzrokovani sporim vraćanjem krvi zbog oštećenja zalizaka, ili krvnog ugruška.

## Literatura
- „The effects of lowering LDL cholesterol with statin therapy in people at low risk of vascular disease: meta-analysis of individual data from 27 randomised trials”. www.crd.york.ac.uk. Приступљено 2015-06-23.

## Spoljašnje veze
|  | Molimo Vas, obratite pažnju na važno upozorenje u vezi sa temama iz oblasti medicine (zdravlja). |